# 오렌지민트
오렌지민트(Eau de Cologne mint)는 박하속(민트)의 한 품종이다. 오렌지향이 나 오렌지민트라고 불리며 오데코롱민트(Eau de Cologne mint)라고도 불린다. 오렌지향이 나 허브티나 포푸리로 사용하며 향을 즐기거나 요리의 장식용으로 사용하기 좋은 품종이다.

## 설명
오렌지민트는 약 90%를 차지하는 리날릴 아세테이트(45%)와 리날로올(45-50%)의 두 가지 화학 성분으로 인해 강한 냄새가 난다. 고수율 품종인 Kiran은 linalool의 45%를 유지하면서 150kg의 기름또는 헥타르를 생산한다. 주로 인도 북부와 같은 열대아의 비옥한 땅에서 자란다. 오일은 주로 향수 산업에서 사용된다.

## 전통적인 의약 용도
오렌지민트의 말린 잎으로 만든 차는 복통, 메스꺼움, 기생충 및 신경을 치료하는 데 사용되었다.

## 같이 보기
- 민트
- 페니로얄민트
- 페퍼민트
- 스피어민트
- 애플민트